# Flugzeugkollision mit dem Empire State Building

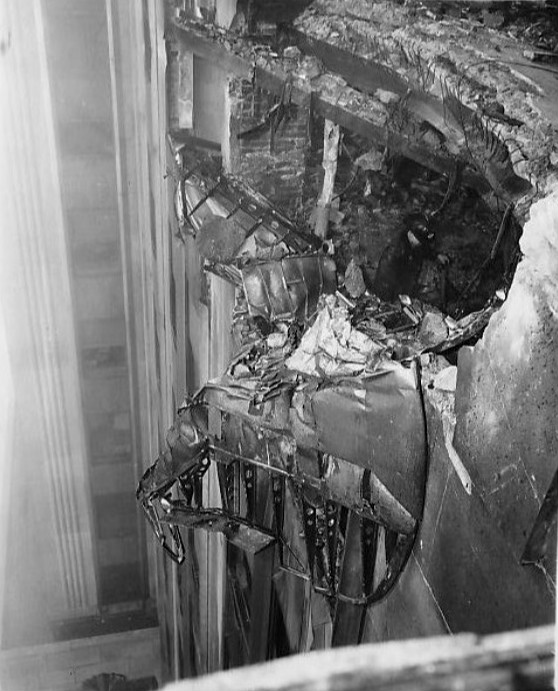
Wrack in der Wand des Gebäudes

Die Flugzeugkollision mit dem Empire State Building war ein schwerer Flugunfall im Jahre 1945 in New York City in den USA.

## Hergang

### Vorgeschichte
Am 28. Juli 1945, einem Samstag, befand sich Lieutenant Colonel William F. Smith jun., ein hochdekorierter Pilot der United States Army Air Forces, mit einem zweimotorigen unbewaffneten B-25-Bomber auf dem Weg von Bedford, Massachusetts, nach Newark, New Jersey. Smith war um 08:55 Uhr vom Bedfords Field Aerodrome (nördlich von Boston) gestartet. Von Newark sollte der Flug weiter zur Heimatbasis in South Dakota gehen. Im Flugzeug saßen zwei Passagiere. Smith hatte 50 Kampfeinsätze mit der Boeing B-17 geflogen. Er flog aber erst zum zweiten Mal die wesentlich kleinere und schnellere B-25 Mitchell. In der B-17 konnten sich Kommandant und Copilot auf einen Navigator verlassen. Nicht so bei der B-25: In der zahlenmäßig wesentlich kleineren Crew waren die Piloten selbst für die Navigation zuständig. William Smith hatte sich den Ruf eines Draufgängers erworben, der es gewohnt war, sich durchzusetzen. Mit 27 Jahren war er einer der jüngsten Lieutenant Colonels der USAAF.
Smith hatte am Abend zuvor einige Heeresoffiziere zum New Yorker Flughafen Newark geflogen. Nun hatte er den Auftrag, sie dort wieder abzuholen. Der Wetterbericht für den Zielflughafen meldete schlechtes Wetter, was bedeutete, dass die dort landenden Flugzeuge während des Instrumentenanflugs um Hilfe bitten würden. Erfahrungsgemäß brachte eine solche erschwerte Situation weitere Verzögerungen mit sich. Trotz des zu erwartenden Rückstaus änderte Smith seinen Flugplan nicht. Gegen 09:40 Uhr erreichte er New York.
Am Morgen jenes Tages lag New York City unter einer dichten Nebeldecke, weshalb die Flugsicherung den Flug zum LaGuardia-Airport umleitete. Smith erbat sich trotzdem eine Landeerlaubnis für den Flughafen Newark und erhielt sie.
Der Fluglotse warnte ihn jedoch: “At the present time, I can’t see the top of the Empire State Building.” (deutsch: „Im Moment kann ich die Spitze des Empire State Buildings nicht erkennen.“)

### Einschlag

North American B-25 Mitchell mit 21 m Spannweite und 9.580 kg Leermasse

Um 09:40 Uhr Ortszeit (Eastern Standard Time) flog die B-25 mit einer Geschwindigkeit von etwa 320 km/h in das 79. Stockwerk des damals höchsten Gebäudes der Welt. Nach Augenzeugenberichten erzitterte das Empire State Building bei dem Einschlag. Durch die Kollision entstand ein fünf mal sechs Meter großes Loch in der Fassade.
Die Tragflächen wurden abgetrennt. Einer der beiden Wright-Cyclone-Motoren durchschlug das Gebäude, trat auf der gegenüberliegenden Seite wieder aus und zerstörte dann das Dach eines Nachbarhauses. Der zweite Motor fiel zusammen mit Teilen des Fahrwerkes einen Aufzugschacht hinab. Die Entzündung des Flugbenzins löste ein Feuer aus, das aber nach 40 Minuten gelöscht werden konnte.
Bei dem Unfall waren insgesamt 14 Todesopfer zu beklagen: neben den drei Insassen der Maschine weitere elf Personen, die sich im Gebäude aufgehalten hatten. 24 Menschen erlitten zum Teil schwere Verletzungen.
Da das Empire State Building keine strukturellen Schäden erlitt, konnte es bereits am darauffolgenden Montag wieder geöffnet werden. Es dauerte jedoch drei Monate, bis alle Schäden beseitigt waren. Die Reparaturkosten beliefen sich auf rund eine Million US-Dollar ($). Inflationsbereinigt entspricht dies einem heutigen Betrag von ungefähr 17,4 Millionen $.

## Ursache
Als Ursache wird heute gesehen, dass der Pilot vermutlich im Nebel die Orientierung verlor. Warum der erfahrene Bomberpilot Smith aber der Vorgabe der Fluglotsen in LaGuardia zu landen nicht Folge leistete, ist unklar.

## Fahrstuhlabsturz über 300 Meter
Betty Lou Oliver, die bei der Kollision Verbrennungen erlitt, sollte mit einem Lift in die Lobby fahren, doch die Tragseile des Aufzuges waren beschädigt worden und so fiel sie 75 Stockwerke (mehr als 300 Meter) in die Tiefe. Sie überlebte den Absturz und erhielt einen Eintrag im Guinness-Buch der Rekorde für den höchsten überlebten Fall mit einem Aufzug. Durch Teile des beschädigten Aufzugs und die sich im engen Fahrstuhlschacht stark komprimierende Luft wurde der Sturz ausreichend gebremst.